# Kazachstán na Zimních olympijských hrách 1998
Kazachstán na Zimních olympijských hrách v roce 1998 zastupovalo 60 sportovců (45 mužů, 15 žen) v 8 sportech.

## Medailisté
| Medaile | Jméno                | Sport          | Soutěž        |
| ------- | -------------------- | -------------- | ------------- |
| Bronz   | Vladimir Smirnov     | Běh na lyžích  | Muži skiatlon |
| Bronz   | Ljudmila Prokaševová | Rychlobruslení | Ženy 5 000 m  |